# Переславский уезд Замосковного края
Переславский уезд — историческая административно-территориальная единица Замосковного края Московского царства.

## История
Переяславль-Залесский перешёл во владение Москвы в 1302 году по завещанию князя Ивана Дмитриевича. Историк Ю. В. Готье предполагает, что в общих чертах уже в то время наметились границы будущего Переяславского уезда, составившегося из старинных Переяславских волостей. В некоторых местах границы Переяславского уезда обнаружили большую устойчивость. На юге он доходил до течения Клязьмы; на севере граничил с владениями Ростовских князей. Северо-западной границы уезда менее постоянна. Первоначально Переяславская волость Юлка по духовной Дмитрия Донского была дана во владение княгини-вдовы. Позднее Юлка вошла в состав Дмитровского удела второго сына Василия Тёмного, Юрия, к уделу которого были приданы и некоторые другие Переяславские волости — Серебож, Рождественское, Бускутово. По духовной грамоте Ивана III последние вновь вошли в состав Переяславских земель великого князя Василия. Юлка же навсегда осталась в составе Дмитровского уезда. Межевая грамота 1504 года установила между Переяславским уездом и Кашинскими и Дмитровскими землями границу, почти совпадающую с позднейшей границей Владимирской и Тверской губерний.
Переяславский уезд в XV веке имел площадь около 8000 км2 и занимал в основном территорию бывшего Переяславского княжества, вошедшего в состав земель московского княжеского дома в начале XIV века. В XV—XVI вв. уезд делился на ряд станов и волостей (как административных единиц). Юридически Переяславль рассматривался как часть великого княжения, и обладание им формально было связано с великокняжеским столом. Такая точка зрения на Переяславль выражена в духовных грамотах Дмитрия Донского и Василия Дмитриевича. Исторической особенностью Переяславского уезда является отсутствие на его территории феодальных княжений — уделов. В период вхождения уезда в состав великого княжения Московского отдельные волости передавались иногда в состав Дмитровского удела, выделяемого обычно второму сыну великого князя (Серебож, Бускутово, Рождествено).
На территории уезда располагался также прижизненный удел вдовствующей великой княгини. Удел великой княгини в XV веке, — это обособленная часть государственной территории, находящаяся под её пожизненным управлением.
Обширная волость Юлка, делившаяся в начале XVI века на два стана — Большой и Бортный, была расположена в северо-западной части уезда и отделяла его от уездов Дмитровского и Кашинского. В 1389—1407 годах волость входила в удел великой княгини Евдокии Дмитриевны (вдовы Дмитрия Донского), в 1425—1453 годах — в удел великой княгини Софьи Витовтовны, в 1462—1472 годах — в Дмитровский удел князя Юрия Васильевича, в 1504—1533 годах — в Дмитровский удел князя Юрия Ивановича. Согласно разъезжей грамоте 1504 года, та часть Юлки, которая непосредственно примыкает к Переяславскому уезду, представляет собой лесистый район с многочисленными деревнями крестьян и бортников. Примерно такой же характер имела Маринина Слобода, расположенная в южной части уезда в бассейне рек Киржача и Шерны. Маринина Слобода была дана в удел великой княгине Софье Витовтовне в первые годы княжения её сына (между 1425—1438 годами). После смерти Софьи Витовтовны в 1453 году Маринина Слобода перешла под управление великой княгини Марьи Ярославны; духовная великого князя Василия Васильевича фиксирует это положение и причисляет к млободе два стана — Артемьевский и Бортный. С конца 1470-х — начала 1480-х годов Маринина Слобода перешла в состав основной территории великого княжения.
Также в Переславском уезде несколько значительных владений принадлежало митрополитам. Самое большое владение — село Романовское с деревнями (Романовская волость) лежало по берегам реки Малый Киржач. B настоящее время из селений на Киржаче существуют: Петрокова, Гавшино, Погорелка, Романовское, Старово, Высокое, Малаховка, Кузьмина, Вяземское, Мелехино, Савино и Ильино. Из селений за Шерной вероятно не уцелело ни одного. Чересполосно с митрополичьими землями в Романовской волости находились земли частных лиц. Крупным, не менее значительным, чем Романовская волость, владением было село Каринское с деревнями. Оно находилось километрах в шести от города Александрова, на реке Печкуре.
Ha посаде Переяславля Залесского, на берегу озера, митрополитам принадлежал домовый монастырь Бориса и Глеба, к которому были приписаны слободка на посаде и несколько значительных владений в уезде. По писцовым книгам 1519 года в слободке было 18 дворов ремесленных людей: сапожников, гвоздочников, ложечников, ковшечников и кузнецов. B Конюцком стану за Борисоглебским монастырём было сельцо Милятино, в котором, по тому же описанию, было 11 дворов. Милятино находится в 8 км на север от Переяславля. Километрах в десяти на юго-восток от Переяславля тому же монастырю принадлежали сёла Добрилово, на реке Трубеж, и Никитское. По описанию 1492 года, в первом было 16 дворов, а во втором 11. Из жалованной грамоты 1493 года видно, что указанные селения были за Борисоглебским монастырем еще при великом князе Дмитрии Ивановиче. B Кодяеве стане находился домовый Покровский Мирзин монастырь, к которому было приписано село Горки (в 1519 году — 40 крестьянских дворов), в верховьях Малого Киржача. K востоку от Горок, быть может смежно с его землёй, находился третий домовый монастырь — святого Николы на реке Бачевке. Весь монастырь состоял из двух дворов, попа и дьякона, а на содержание его были приписаны шесть деревень-хуторов с 7 дворами. B настоящее время на месте этого монастыря находятся погост Никольский и деревня Кишкина. B том же стане были два монастырька, не имевшие приписных владений: монастырь Пречистой на Киржаче, при котором жил во дворе поп, и святого Ильи в Подмошье, при котором жили поп и дьякон.
В Аргуновской волости был домовый Антонов монастырь Покрова Богородицы, на реке Богоне. Первоначально он был вотчинным монастырем частных лиц, данным митрополичьему дому ктиторами, вероятно в середине XV века. B жалованной грамоте 1459 г. митрополита Ионы говорится, что митрополит игумену «приказал тот монастырь строити, чтобы как тут всегда мое богомолье было, и на церковные земли приказал есмь людей звати, что подавали те земли в дом Пречистой… Филипп Марков сын Багонского да братанич его Лев чернец». По писцовым книгам 1519 года, на земле Покровского монастыря было шесть деревень с 12 дворами.

В 1778—1929 годах Переславский уезд — административно-территориальная единица Владимирской губернии Российской империи, РСФСР. 

## Административно-территориальное деление
Административно-территориальное деление согласно писцовым и переписным книгам XVII века:
- Стан Борисоглебский. Южная часть уезда между Московским и Владимирским уездами, по рекам Киржачу и Клязьме. Происхождение названия неясно.
- Стан Верхдубенский. По верховьям реки Дубны и по реке Куньей. Название от реки Дубны.
- Стан Гулятин. По рекам Печкуре и Молохте, к югу от Александровской слободы, между дворцовыми землями и землями Слободского стана. Очертания его границ неясны.
- Стан Замыцкий. По реке малой Нерли и её притоку Кубри, по западной границе уезда, рядом с Дмитровскими землями. Название в связи со словом «Мыт». Первое известие — в межевой грамоте 1504 года.
- Стан Зубов. В северо-восточной части уезда по реке Тошме, притоку большой Нерли. Разбит на два участка. Происхождение названия неясно.
- Волость Кинельская. Волость, прилегающая к стану Радонежу Московского уезда. Границей её служили реки Торгоша и Молокча. Первое известие — в первой духовной Василия Дмитриевича 1406 года.
- Стан Кистемской. Очень значительный по размерам стан, от Переяславского озера до северной границы уезда. Название от реки Кистьма. Первое известие — во второй духовной Василия Дмитриевича 1423 года в качестве «примысла прадеда».
- Стан Киучерский. По рекам Рокше и Шохе, на границе Юрьевского уезда. Происхождение названия неясно. В настоящее время сохранилось сельцо Киучер.
- Стан Кодяев. По реке Большому Киржачу и притоку его Бачевке. Разбит среди дворцовых земель к востоку от Александровской слободы. Происхождение названия неясно.
- Стан Конюцкой. По верховьям реки большой Нерли к северо-востоку от Переяславского озера до Ростовского рубежа. Происхождение названия неясно.
- Стан Михайловский. Между реками Дубной и Кубрью, на границе позже созданных на этой территории Александровского и Переяславского уездов. Границы очень неясны, так же как и происхождение названия.
- Стан Мишутин. Между верховьями реки Вели и реки Куньей, притока Дубны, по Московскому рубежу. Название в связи с селом Мишутиным. Первое известие в межевой грамоте 1504 года.
- Стан Нерский. По реке большой Нерли и её притокам — Томше и Шохе на Ростовском и Юрьевском рубеже. Название, вероятно, в связи с рекой Нерлью.
- Стан Никитский. К юго-востоку от города Переяславля, по реке Трубежу. Происхождение названия неясно.
- Стан Большев. К востоку от города, в двух кусках. Земли этого стала перемешаны с землями Нильского, Зубова и Никитского станов.
- Стан Нильский. К северо-востоку от города между Большевым и Конюцким станами. Название от реки Нилки, притока больший Нерли.
- Стан Новосельской. К юго-западу от города Переяславля, по Московскому тракту до реки Кубри, служившей границей ему с юга и запада.
- Стан Пневицкий. По левому берегу Кубри, на границе Дмитровских земель, между Шуромским и Замыцким станами. Происхождение названия неясно. Первое известие — в межевой грамоте 1504 года.
- Стан Рождественский. По левому берегу Дубны, вниз от устья Куньей. Происхождение названия неясно. Первое известие в духовной Василия Тёмного, в составе владений второго сына, Юрия.
- Стан Слободской. Разбросан среди дворцовых земель к югу от Александровской слободы, откуда, вероятно, и его название.
- Стан Серебожский. Крайний западный стан уезда по рекам Дубне и Веле, между двух отдельных частей Дмитровского уезда. С этим станом в XVI—XVII веках слилась упоминавшаяся рядом с ним в грамотах волость Бускутово. Первое известие в духовной Василия Тёмного, в составе земель второго сына, Юрия. Происхождение названия неясно.
- Стан Шуромский. По западной границе, между реками Кубрь и Дубна. Происхождение названия неясно.
- Дворцовые земли уезда, расположенные вокруг Александровской слободы, носили название волостей Окружной и Аргуновской.
- Волость Закубежская. Упоминается в актах начала XVII столетия. Судя по межевым грамотам, она находилась на западной границе уезда, где-то по реке Кубрь. Позднее это название не встречается.